# 郳犁來
郳犁來（?—?），曹姓，名犁來，是春秋时代諸侯國郳国君主。郳国作为小国，向鲁国朝贡。鲁庄公五年（前689年），郳犁來到鲁都曲阜朝见鲁庄公，因为未受王命，所以《春秋》直书其名。
| 前任： 公子友 此前世系失考 | 郳国君主 | 繼任： 此后世系失考 小邾穆公 |